# Anodendron oblongifolium
Anodendron oblongifolium är en oleanderväxtart som beskrevs av William Botting Hemsley. Anodendron oblongifolium ingår i släktet Anodendron och familjen oleanderväxter. Inga underarter finns listade i Catalogue of Life.